# Die-Col de Rousset
La course Die-Col de Rousset est une course de montagne reliant la ville de Die au col de Rousset dans le département de la Drôme en France. Elle s'est tenue de 1979 à 2011, puis a été relancée en 2025.

## Histoire
La course est créée en 1979 par Jean Petrone et Jean-Marc Sourbier, fondateurs du Die Athletic Club, qui souhaitent organiser une course à pied populaire à Die. Ils choissisent l'emblématique col de Rousset dont le nouveau tunnel est achevé durant cette même année. La première édition a lieu le 17 juin 1979 et voit 250 concurrents prendre le départ malgré les conditions météorologiques inhabituellement froides. Jean André et Marguerite Robert sont les premiers vainqueurs,.
En 1986, la course obtient le statut de « super-cime ». Le parcours est modifié pour l'occasion et n'emprunte plus la totalité de la route,.
La course accueille le Trophée mondial de course en montagne 1989. La course habituelle a lieu en mai et le Trophée en septembre. La course féminine et la course courte masculine ont lieu à Châtillon-en-Diois tandis que l'épreuve longue masculine se déroule sur le parcours habituel remanié pour l'occasion. La course « Open » bat le record de participation avec 400 coureurs dont de nombreux Britanniques. Le Colombien Jairo Correa remporte son premier titre mondial en s'imposant avec le temps record de 1 h 11 min 37 s. Il revient s'imposer à deux autres reprises,.
La course n'est pas organisée en 1992 et 1993, le comité n'étant plus suffisamment motivé. Elle reprend ses droits en 1994.
Afin de redynamiser l'événement, les organiseurs ajoutent un trail de 35 km à la manifestation en 2007. La participation s'avère relativement faible avec seulement 54 coureurs en 2008. Il n'est plus reconduit par après.
La course connaît sa dernière édition en 2011.
En 2025, la course est relancée.

## Parcours
Le parcours de l'épreuve est modifié à plusieurs reprises. Entre 1979 et 1985, il relie Die à l'ancien tunnel en suivant la route du col. Il mesure 21,4 km pour 870 m de dénivelé.
Entre 1986 et 1988, le parcours ne suit plus la route du col mais passe par les villages de Romeyer et Chamaloc. Il emprunte ensuite le col naturel. L'arrivée est donnée à la station de ski. Le parcours mesure 17 km pour 1 040 m de dénivelé. À partir de 1989, il est légèrement raccourci à 16 km pour accueillir le Trophée mondial et ne passe plus par Romeyer.
En 1994, la course reprend le parcours d'origine sur la route du col mais avec l'arrivée au nouveau tunnel. Il est légèrement raccourci à 21,2 km.
En 1998, le parcours est à nouveau modifié. Il suit la route du col jusqu'au cinquième kilomètre puis emprunte les sentiers et passe par le col naturel. L'arrivée est à nouveau donnée à la station de ski. Il mesure 19,4 km pour 980 m de dénivelé.
En 2002, le parcours reprend presque à l'identique la configuration de 1986 avec passage par Romeyer et Chamaloc. Il subit une légère modification en fin de parcours à partir de 2004. Il mesure 16,9 km dans cette dernière configuration,.
Le parcours de 2025 reprend la configuration initiale en suivant la route du col de Die jusqu'à l'ancien tunnel. Il mesure 20,5 km pour 894 m de dénivelé positif.

## Vainqueurs
| Année | Année                          | Hommes            | Temps           | Femmes                   | Temps           |
| ----- | ------------------------------ | ----------------- | --------------- | ------------------------ | --------------- |
| 1979  | 1979                           | Jean André        | 1 h 23 min 14 s | Marguerite Robert        | 2 h 22 min 58 s |
| 1980  | 1980                           | Gérald Bardon     | 1 h 25 min 9 s  | Nicole Bardon            | 1 h 49 min 55 s |
| 1981  | 1981                           | Alain Angelvy     | 1 h 25 min 56 s | Josette Marchal          | 1 h 57 min 46 s |
| 1982  | 1982                           | Alain Goudard     | 1 h 29 min 14 s | Josette Fredière         | 2 h 5 min 54 s  |
| 1983  | 1983                           | Denis Creissels   | 1 h 29 min 19 s |                          |                 |
| 1984  | 1984                           | Serge Moro        | 1 h 19 min 47 s | Odile Lagarde            | 1 h 49 min 15 s |
| 1985  | 1985                           | Erich Amann       | 1 h 20 min 19 s | Marie-Françoise Geoffroy | 1 h 51 min 30 s |
| 1986  | 1986                           | Mohamed Youkmane  | 1 h 26 min 46 s | Annick Mérot             | 1 h 57 min 16 s |
| 1987  | 1987                           | Mohamed Youkmane  | 1 h 20 min 20 s | Christine Van Put        | 1 h 53 min 35 s |
| 1988  | 1988                           | Aziz Nih          | 1 h 23 min 48 s | Isabelle Guillot         | 1 h 42 min 39 s |
| 1989  | Course traditionnelle          | Aziz Nih          | 1 h 14 min 47 s | Isabelle Guillot         | 1 h 31 min 26 s |
| 1989  | Course Open du Trophée mondial | Rod Pilbeam       | 1 h 15 min 56 s | Sally Goldsmith          | 1 h 27 min 3 s  |
| 1990  | 1990                           | Jairo Correa      | 1 h 11 min 57 s | Sally Goldsmith          | 1 h 33 min 2 s  |
| 1991  | 1991                           | Jairo Correa      | 1 h 13 min 11 s | Isabelle Guillot         | 1 h 32 min 40 s |
| 1994  | 1994                           | Thierry Icart     | 1 h 19 min 40 s | Chantal Bastelica        | 1 h 56 min 51 s |
| 1995  | 1995                           | Thierry Icart     | 1 h 19 min 43 s | Catherine Mounier        | 1 h 50 min 21 s |
| 1996  | 1996                           | Alain Liotard     | 1 h 21 min 55 s | Béatrice Reymann         | 1 h 47 min 7 s  |
| 1997  | 1997                           | Daniel Curt-Patat | 1 h 29 min 47 s | Valérie Chambry          | 1 h 54 min 16 s |
| 1998  | 1998                           | Nicolas Pasquion  | 1 h 20 min 14 s | Laurence Veron           | 1 h 50 min 42 s |
| 1999  | 1999                           | Alain Liotard     | 1 h 25 min 8 s  | Véronique Aubert         | 1 h 40 min 3 s  |
| 2000  | 2000                           | Nicolas Pasquion  | 1 h 22 min 28 s | Pascale Bruchon          | 1 h 48 min 26 s |
| 2001  | 2001                           | Mohamed Lantri    | 1 h 24 min 36 s | Véronique Aubert         | 1 h 38 min 17 s |
| 2002  | 2002                           | Alain Liotard     | 1 h 30 min 32 s | Françoise Peter          | 1 h 58 min 15 s |
| 2003  | 2003                           | Ludovic Pelle     | 1 h 27 min 49 s | Véronique Aubert         | 1 h 49 min 42 s |
| 2004  | 2004                           | Nicolas Pasquion  | 1 h 23 min 41 s | Yvonne Radondy           | 1 h 53 min 55 s |
| 2005  | 2005                           | Nicolas Pasquion  | 1 h 25 min 10 s | Françoise Peter          | 1 h 52 min 5 s  |
| 2006  | 2006                           | Nicolas Pasquion  | 1 h 26 min 28 s | Isabelle Grenier         | 1 h 42 min 42 s |
| 2007  | 2007                           | Christophe Girod  | 1 h 34 min 24 s | Alexandra Rousset        | 1 h 58 min 16 s |
| 2008  | 2008                           | Alexis Traub      | 1 h 27 min 4 s  | Nadine Donnart           | 1 h 50 min 43 s |
| 2009  | 2009                           | François D'Haene  | 1 h 32 min 2 s  | Chantal Baillon          | 1 h 41 min 1 s  |
| 2010  | 2010                           | Bernard Charrol   | 1 h 27 min 37 s | Véronique Borel          | 1 h 49 min 53 s |
| 2011  | 2011                           | Nicolas Pasquion  | 1 h 26 min 12 s | Fiona Porte              | 1 h 45 min 39 s |
| 2025  | 2025                           | Nicolas Zalejski  | 1 h 24 min 23 s | Sabine Ehrström          | 1 h 40 min 2 s  |

 Record de l'épreuve (20,5 km)